# Общественная библиотека Винченцо Йоппи
Городская библиотека Винченцо Йоппи была основана в Удине в 1864 году и является главной публичной библиотекой во Фриули. В её коллекцию входит более 560 000 документов (включая книги, периодические издания, рукописи, микрофильмы, компакт-диски и DVD), хранящихся в главном здании Палаццо Бартолини и в 8 местных библиотеках города.

## История

### От основания до 1878 года
В 1827 году граф Оттавио Тартанья подарил городу Удине 2625 томов, которые должны были лечь в основу ещё не существующей городской библиотеки. Однако поскольку наследники графа материально не передали имение Тартанья до 1856 года, город оставался без публичной библиотеки все 1830-е и 1840-е годы. В этот период функции общественной библиотеки (частично) выполняли Общество читального кабинета Удине и библиотека Удинезской академии наук, литературы и искусства.
Через двадцать лет после смерти Тартанья, 1 июля 1847 года, другой дворянин, кавалер Андреа Франческо Джорджо Алтести, подписал контракт с тогдашним мэром Антонио Каймо Драгони, по которому он передал часть своих книг в общественное пользование, при условии, однако, что муниципалитет обязуется выделить помещение для публичной библиотеки. Таким образом, муниципальный совет официально учредил Гражданскую библиотеку Удине 22 декабря 1847 года..
Несмотря на этот формальный акт, библиотека фактически так и не была открыта, и только 29 декабря 1851 года был назначен первый библиотекарь: аббат Джузеппе Бьянки.
Тем не менее, ему пришлось подождать до 2 мая 1864 года, прежде чем Общественная библиотека была торжественно открыта и стала доступна для публики. Она располагалась в ратуше и состояла из фондов Тартанья и Алтести, примерно из 3500 томов, подаренных гражданами Удине, и из тех, что предоставлены Академией. Джузеппе Бьянки оставался официальным библиотекарем, а Джузеппе Манфрой стал сотрудничать с ним в качестве хранителя (того, кто физически действовал как распространитель и составлял необходимые каталоги) библиотеки.
Спустя два года, 13 мая 1866 года, Общественная библиотека была перенесена (вместе с Академией, Читальным кабинетом, Национальным музеем и Сельскохозяйственным обществом) из верхних помещений Лоджии дель Лионелло в Палаццо Бартолини, где и расположены по сей день штаб-квартира и административные офисы библиотеки. Этот шаг стал возможен благодаря пожертвованию дворянки Терезы Драгони Бартолини, которая оставила свой дворец XVII века городу Удине вместе с 2000 лир библиотекарю. В том же 1866 году библиотекарь Джузеппе Бьянки, теперь уже пожилой, покинул свой пост. На его место 23 августа того же года был назначен настоятель Якопо Пирона.
Якопо Пирона, внёсший большой вклад в зарождение этого учреждения, оставался на этом посту два года, до сентября 1868 года. Его сменил как куратор (и, следовательно, как фактический директор учреждения) его племянник Джулио Андреа Пирона.

### С 1878 по 1908 год

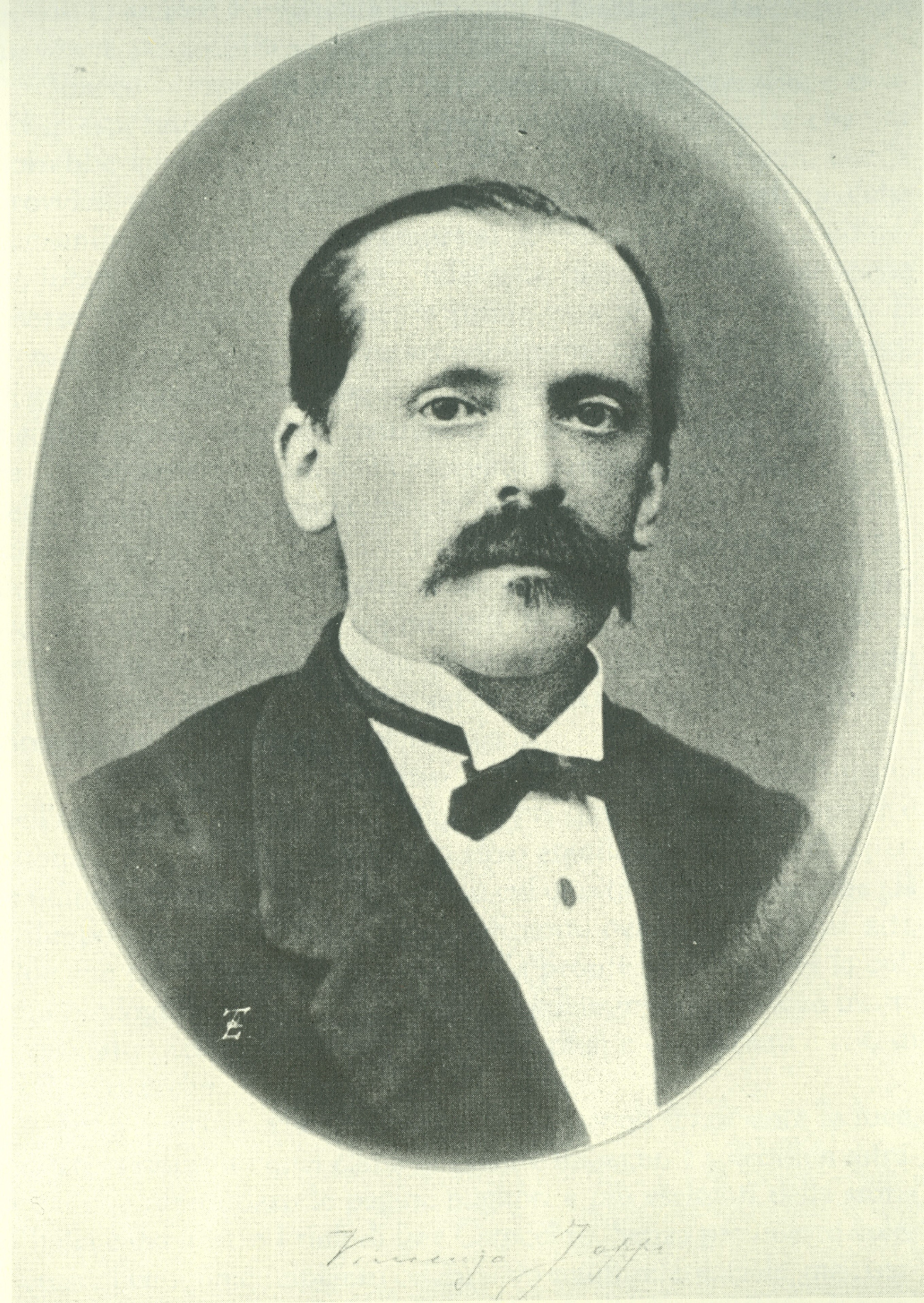
Винченцо Йоппи (1824-1900)

Из-за болезни смотрителя Джузеппе Манфруа библиотека была закрыта для публики 5 февраля 1876 года и была открыта только через некоторое время Комиссией по библиотеке. Ситуация не разрешилась до 1 мая 1878 года, когда Винченцо Йоппи выиграл публичный конкурс и стал новым библиотекарем (при содействии Джобатта Миссио). Так начался период большого развития библиотеки: 2353 читателя 1876 года превратились в 4496 в 1899 году, с пиком 9632 пользователей в 1886 году. Однако намерением и главной заслугой Винченцо Йоппи как библиотекаря было собрать как можно больше документов, касающихся в основном истории Фриули, но не только. Благодаря его неустанной исследовательской деятельности в архивах и библиотеках (государственных и частных) и благодаря многочисленным контактам с итальянскими и иностранными интеллектуалами, библиотека Удине стала «подлинным очагом фриульской культуры», а её наследие более чем удвоилось: если в 1877 году число произведений в библиотеке было 14739 и 25656 томов, то двадцать один год спустя, в 1898 году, число собственных произведений увеличилось до 35248, а томов стало около 60 тысяч. Йоппи, который в заявке, представленной на конкурс 1878 года, ясно обозначил своё «призвание», заявив «отказаться от любых других государственных или частных занятий и посвятить себя исключительно точному размежеванию своих обязанностей и развитию учреждения», оставался на своём посту за несколько месяцев до своей смерти, которая наступила 1 июля 1900 года.
После нескольких лет переходного периода под руководством будущего сенатора и президента Итальянской библиотечной ассоциации Пьера Сильверио Лейхта в 1902 году Феличе Момильяно был назначен временным директором библиотеки и заведующим архивом. Хотя в некоторых местных газетах (например, Giornale di Udine и Il Crociato) его неблагосклонно считали социалистом и евреем, и даже если он не мог похвастаться знанием истории и культуры Фриули наравне с Йоппи, профессор Момильяно был отнюдь не второстепенной фигурой итальянской культуры на стыке XIX и XX веков и сумел дать дальнейшее развитие учреждению, которым он руководил. Фактически, в 1907 году ему удалось перенести Общественные музеи из Палаццо Бартолини в помещения Замка Удине (где они находятся до сих пор), и таким образом были созданы новые пространства для библиотеки, которая постоянно расширялась. Кроме того, в том же году началось издание «Бюллетеня городской библиотеки и музея», периодического издания, которое за семь лет своего существования, с 1907 по 1913 год, стало свидетелем сотрудничества ведущих интеллектуалов Удине, таких как Пио Пашини, Антонио Баттистелла, Биндо Чиурло и Джузеппе Эллеро.

### Первая мировая война
Летом 1908 года Момильяно покинул свой пост и был заменён другим пьемонтцем, Анджело Бонджоанни (1864-1931). Друг Момильяно, знаток ономастики и топонимии, ещё в 1903 году он занимал должность помощника библиотекаря. Со вступлением Италии в Первую мировую войну в 1915 году Комиссия по библиотеке и музею решила поместить в надёжное место самые ценные рукописи, книги и документы, находящиеся в библиотеке и муниципальных архивах. 101 ящик с «сокровищами» Библиотеки изначально был помещён в подвале больницы Удине. Однако в 1917 году австро-венгерское наступление казалось (справедливо) неизбежным, и поэтому тогдашнему библиотекарю Марчианы, Джулио Коджиола, было приказано перенести важнейшие книжные коллекции северо-востока Италии на юг Апеннин. После некоторого колебания казна Удине была также доставлена в Государственную библиотеку Лукки под наблюдением Джованни Баттиста делла Порта (1873-1954), человека, ответственного за доставку от муниципалитета Удине. 27 октября 1917 года библиотека была закрыта, и Бонджоанни и делла Порта вместе со своими семьями бежали в Турин и Болонью соответственно. После захвата Удине немецкая армия сделала Палаццо Бартолини центром изучения и сбора книг и предметов искусства, которые будут сохранены в городе и его окрестностях. Хотя библиотекой управляли некоторые образованные немецкие офицеры, и не было никаких «драматических потерь», особенно на ранних этапах завоевания, книги и карты были вывезены, мебель была повреждена, карточный каталог был подделан и Акты библиотеки с июня 1917 г. по конец 1918 г. разошлись. Более того, почти вся обычная деятельность библиотеки, такая как покупка публикаций и подписка на периодические издания, была прервана на время оккупации. Ситуация постепенно нормализовалась после окончания войны: 19 апреля 1919 года Анджело Бонджоанни возобновил свои обязанности библиотекаря, а 5 июня 1920 года 101 ящик, хранившийся в Лукке, также вернулся в Удине (всегда под присмотром делла Порта).

### 1924-1991 годы

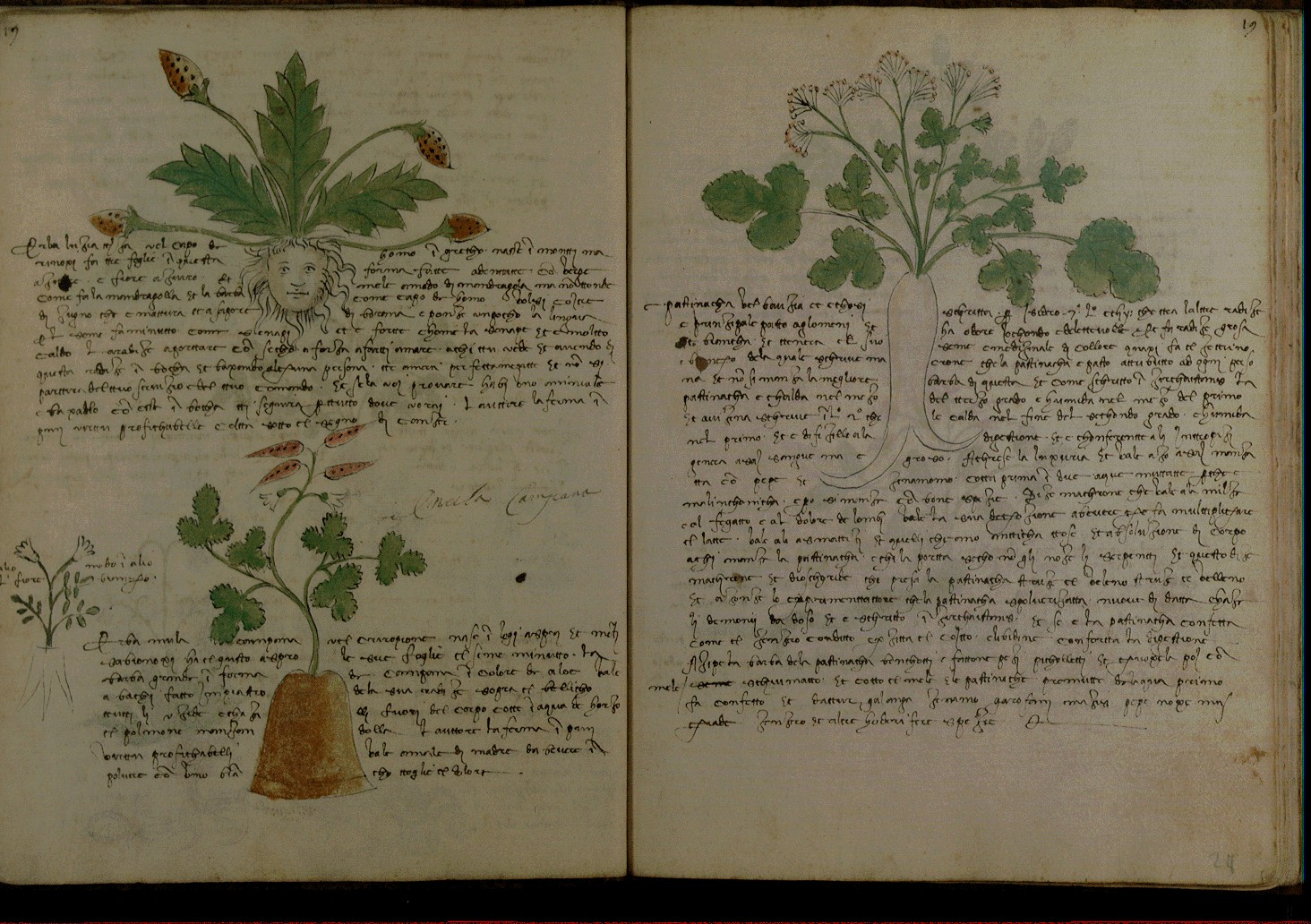
Гербарий XV века (F. principale ms. 1161).

После двух лет работы помощником библиотекаря Бонджоанни сменил в 1924 году Джованни Баттиста Корньяли. Лингвист и страстный знаток истории и традиций Фриули, на протяжении более тридцати лет, в течение которых он работал в городской библиотеке (период его деятельности — самый продолжительный в истории Библиотеки), он продолжал собирать, сохранять и предоставлять документы касающиеся каждого аспекта жизни и языка своего региона, помогая «превратить библиотеку в живой исследовательский центр всего, что связано с культурным наследием Фриули». Другой его большой заслугой как библиотекаря было то, что он составил три тома «Описей рукописей итальянских библиотек» (том 46, 49 и 78, опубликованные соответственно в 1930, 1931 и 1952-1953 годах) в которых он рассказал об истории и составе фондов библиотеки, которой руководил. Также во время правления Корньяли, а точнее в 1925 году, муниципалитет Удине решил отдать дань уважения Винченцо Йоппи, назвав его именем Общественную библиотеку, которая носит его имя до сих пор.
В 1954 году Джованни Комелли заменил Корньяли на данном посту. С самого начала он работал над расширением и модернизацией пространств Библиотеки, которые даже в те годы продолжали расти. Фактически, помимо пожертвования фондов Пьемонта и Торсо и приобретения муниципалитетом Удине пергаментов из замка Вальвазоне, в середине 1950-х годов в Библиотеку поступили документы с автографами двух величайших деятелей итальянской литературы XIX века, Ипполито Ньево и Катерины Перкото.
В 1962 году место Джованни Комелли заняла Лелия Серени. Первая (и пока единственная) женщина-библиотекарь в истории Городской библиотеки Удине, Серени попыталась расширить и сделать доступным наследие учреждения, которое она возглавляла. Фактически, за те 27 лет, что она находилась на посту, она опубликовала многие из неопубликованных материалов Библиотеки, а в 1983 году она являлась куратором выставки «Сокровища гражданской библиотеки: выставка рукописей и редких книг», с помощью которой хотела «напомнить о важном значении городского учреждения культуры, хранилища очень важных архивных и книжных свидетельств, собранных более чем за столетие». С начала 1980-х годов Общественная библиотека Удине объединила другие 8 библиотек семи городских районов в единую городскую библиотечную систему.
Имея в общей сложности более 44 000 томов, они собирают базовую аудиторию, и читатели могут найти основные тексты как для школьных исследований, так и для развлекательного чтения, включая художественную литературу для взрослых и детей. Менее формализованная процедура выдачи книг и размещение книг на открытых полках способствует более дружественному подходу в учреждении.

### Наше время[26]
Лелия Серени оставила свою должность в 1989 году, и с 19 января 1991 года Романо Веккьет является новым директором Общественной библиотеки, которая теперь разделена на семь отделов:
- Фриульский отдел: основан в июне 2000 года и представляет собой наиболее полное собрание документов о фриульской культуре и городе Удине. Есть 9 учебных мест, и примерно 1500 томов на открытых полках, здесь находятся множество газет, воспроизведённых в цифровом формате.
- Отдел рукописей и редких книг: занимается улучшением и предоставлением наиболее древних и ценных материалов, хранящихся в Библиотеке, и состоит из около 10 000 рукописей, 124 инкунабул, 3000 экземпляров XVI века и большого количества печатных изданий XVII и XVIII веков.
- Современный отдел: в нём размещено более 12000 томов, опубликованных за последние годы на открытых полках, а также здесь находятся различные мультимедийные материалы, такие как DVD с фильмами, документальными фильмами и аудиокнигами. Отдел открыт для публики в 1999 году.
- Отдел периодических изданий: Библиотека подписана на около 300 газет, журналов и публикаций, есть также многочисленные периодические издания, которые приходят бесплатно. Часть Зала Корньяли отведена под библиотеку газет, где находятся последние выпуски журналов и ежедневные экземпляры самых важных национальных и всех местных газет. Старые выпуски газет и периодических изданий хранятся в архиве и выдаются по запросу.
- Музыкальный отдел: основан в начале 1980-х годов, собирает книги, представляющие музыкальный интерес, этот раздел продолжал расширяться и в 2001 году насчитывал около 5000 томов, 3200 CD-ROM, 2700 кассет, 1000 нотных записей и множество пластинок[27]. В 2000 году это был один из самых популярных разделов библиотеки.
- Отдел кино: создан благодаря «одной из первых коллекций фильмов на DVD, когда-либо полученных итальянской публичной библиотекой»[28], он также включает определённое количество книг по кинематографу. DVD-диски не разрешается брать напрокат, но их можно просматривать на месте (доступ из Современного отдела) благодаря компьютерам.
- Детский отдел: цель этого отдела – способствовать получению удовольствия от чтения у детей и молодёжи, и с этой целью организовано большое количество мероприятий, таких как дневные просмотры мультфильмов, встречи с автором, курсы для детей и учителей, библиографические выставки и презентации книг. Коллекция отдела (более 16 000 книг, различные мультимедийные материалы и несколько журналов) ориентирована как на детей, так и на педагогов, с работами по чтению, преподаванию, детской психологии и уходу за детьми.

Чтобы иметь возможность предоставлять качественные услуги при одновременном снижении затрат, в 2009 году была создана Библиотечная система региона Удине. Эта сеть сотрудничества теперь включает библиотеки 15 муниципалитетов (Буя, Манцано, Мартиньякко, Пазиан-ди-Прато, Павия-ди-Удине, Прадамано, Поццуоло-дель-Фриули, Сан-Джованни-аль-Натизоне, Санта-Мария-ла-Лонга, Тарченто, Таваньякко, Треппо-Гранде, Тричезимо, Тривиньяно-Удинезе и, разумеется, Удине), а с 7 октября 2013 года доступ к поиску по библиографическим данным Библиотечной системы внутренних районов Удине осуществляется из единого онлайн-каталога.

## Культурные инициативы и публикации
Общественная библиотека Винченцо Йоппи заботится не только о сохранении своего наследия, но и о его приумножении и использовании, делая библиотеку местом для встреч и научных исследований. Для этого организуются встречи с авторами и есть многочисленные предложения для лекций. С 1991 года Библиотека Винченцо Йоппи опубликовала и редактировала 41 публикацию (не считая статей или выдержек из журналов), а городская библиотека также продвигала выставки (например: «Я родился венецианцем ... и я умру за милость итальянского бога. Ипполито Ньево в сочинениях с автографами «Объединение Италии» 2011 г.) и конференции, таких как посвящённые Джулио Андреа Пирона (1995) и Винченцо Йоппи (2000).

## Приобретения[31]
- 1867: Благодаря интересу тогдашнего консерватора, аббата Якопо Пирона[итал.], библиотека приобрела первое ядро исторических рукописей, которые после подавления религиозных организаций в наполеоновский период были размещены в Государственной канцелярии.
- 1869: С открытием публичной библиотеки Читальный кабинет фактически вступил в кризис. Он был передан вместе с Общественными музеями в Палаццо Бартолини в 1866 году, три года спустя руководящие органы Кабинета министров решили передать библиотеке почти всё его книжное наследие (формально принадлежащее Удинезской академии наук, литературы и искусства)[3].
- 1881: В этом году вторая часть архивов запрещённых религиозных конгрегаций была сдана на хранение (ранее хранилась в налоговой инспекции).
- 1884 год: через двадцать лет после официального открытия Общественной библиотеки старинный архив муниципалитета был перенесён в Палаццо Бартолини. Он содержал большое количество документов, касающихся политической, административной и экономической истории Удине с 1345 года до первой половины XIX века.
- 1925: В этом году в библиотеку была передана и вторая часть муниципального архива, в том числе государственные документы с начала XIX века по 1870 год.
- 1957: В 1957 году муниципалитет Удине решил приобрести 1023 пергамента замка Вальвазоне. Эти рукописи (самая ранняя из которых датируется 1202 годом) имеют фундаментальное историческое значение, поскольку они рассказывают о действиях семей, которые сыграли весьма важную роль в истории Аквилейского патриархата[32].

## Основные фонды
- Фонд Тартанья: собрание семьи Тартанья «является ядром, вокруг которого [...] будет развиваться общественная библиотека Удине»[33]. Формально подаренная в 1827 году, но доставленная только в 1856 году, она состоит из 2625 томов (к которым следует добавить 292 тома, сохранившихся в Венеции), включая рукописи и печатные издания, в том числе книгу Андреа Палладио Le antiguidades de Roma (Римские древности) в издании XVI века.
- Фонд Пирона: в 1870 году Джулио Андреа Пирона[итал.] (который был хранителем два года) передал библиотеке коллекцию рукописей, которую его дядя, аббат Якопо Пирона[итал.], нашёл или переписал в течение многих лет исследований[34]. Более того, после своей смерти в 1895 году фриульский натуралист оставил свою коллекцию растений, моллюсков и окаменелостей муниципалитету Удине, а свою коллекцию книг и рукописей – Гражданской библиотеке. Это собрание содержит, среди прочего, три тома Nuovo Vocabolario Friulano (MS. F.p. 2192), составленные самим Джулио Андреа Пирона с аннотациями, документирующими трудности, связанные с публикацией[35].

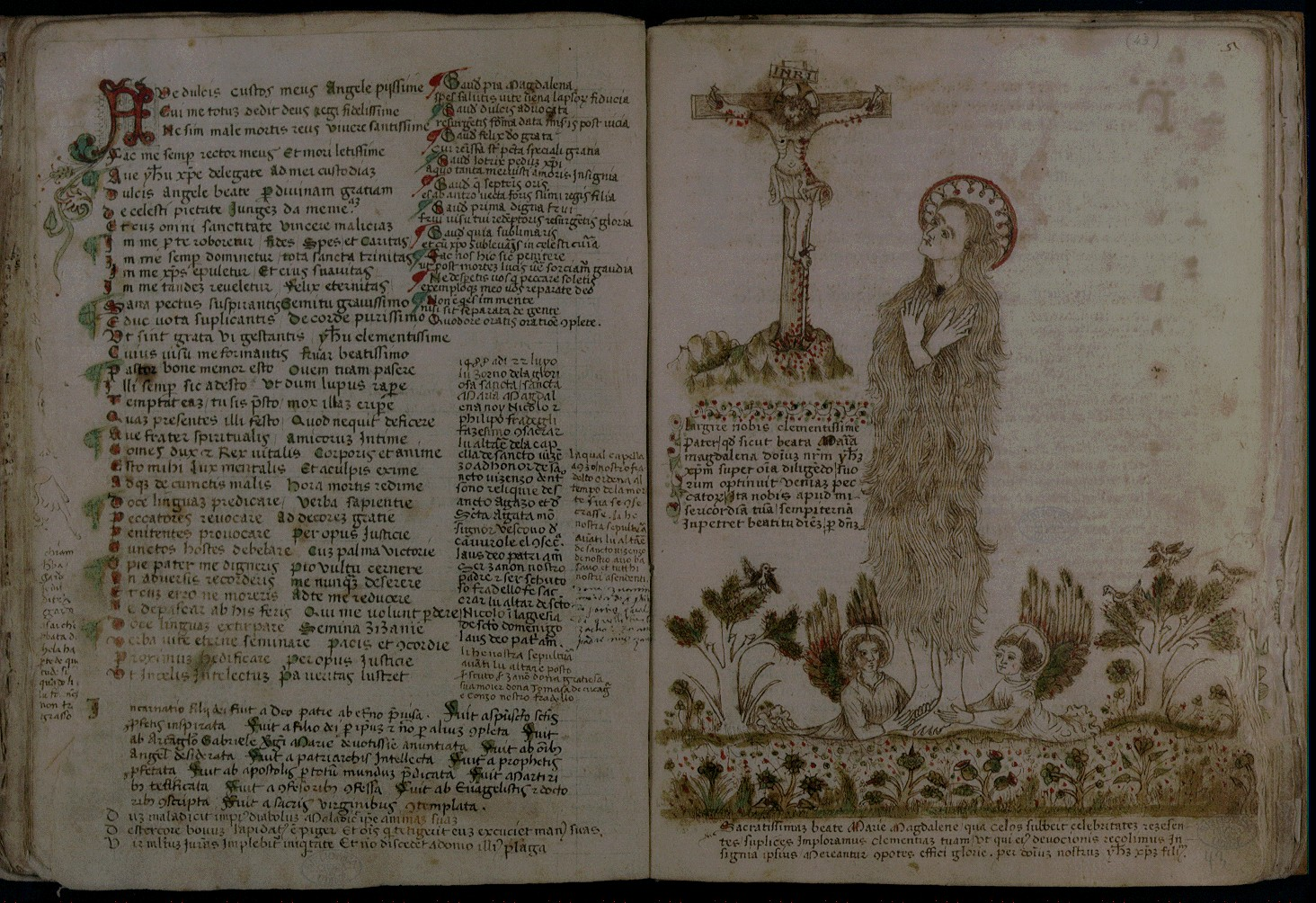
F. Joppi, ms. 61.

- Фонд Оттелио: после смерти Томмазо Антонио Оттелио в 1872 году наследники оставили жителям Удине впечатляющее библиографическое наследие, состоящее из ценных рукописей, некоторых инкунабул и множества редких изданий XVI, XVII и XVIII веков[17].
- Фонд Бьянки: в 1875 году Лоренцо и Стефано Бьянки подарили библиотеке собрание аббата Джузеппе Бьянки[итал.], состоящее из 61 тома, содержащих рукописные копии 6064 документов, касающихся истории Фриули с XIII по XV век[34].
- Фонд Видони: в 1881 году инженер Джузеппе Видони оставил свою библиотеку городу Удине, содержащую, среди прочего, коллекцию карт и рукописей технического характера первой половины XIX века[17].
- Фонд ди Топпо: когда граф Франческо ди Топпо умер, вдова Маргарита Чикони Бельтраме в 1883 году пожертвовала коллекцию своего мужа городу Удине. Она состояла из большого количества археологических находок из Аквилеи, семейного архива и библиотеки. Археологическая коллекция стала частью Городских музеев[итал.], поэтому с 1906 года она находится в замке Удине[англ.][36]. Исторический архив был передан городской библиотеке только в 1905 году и охватывал хронологический период с 1217 по 1852 год. Он включал пергаменты, бумаги и документы, касающиеся семьи Топпо, а также дела семьи Саворньян делла Бандиера и семьи Вассерманов, объединённые в архивы графа Франческо по наследственным причинам. С 1959 года весь этот корпус больше не является частью Общественной библиотеки и переведён в Государственный архив Удине[37]. Третья часть собрания представлена 4143 печатными работами, распределёнными почти в два тома, к которым необходимо добавить около шестидесяти рукописей (входящих в основной фонд библиотеки) с XIV по XIX век. Среди печатных работ (хранящихся в Зале Топпо, где сегодня находится Отдел рукописей и редких книг Общественной библиотеки) насчитывается около 300 рукописей и 48 инкунабул, включая Комментарии Гая Юлия Цезаря, опубликованные в Венеции в 1471 году Николасом Дженсоном, которые составляют старейшее издание, принадлежащее Библиотеке Винченцо Йоппи, единственная сохранившаяся в Италии копия Doctrinale Александра из Вильдьё 1474 года[38] и Constitutioni de la Patria del Friouli, первой книги, напечатанной в Удине (1484 год) до работ типографа Джерардо ди Фиандра.
- Фонд Пика: перед смертью известный педагог Адольфо Пик[итал.] назначил муниципалитет Удине единственным наследником своего имущества, и поэтому в 1896 году его коллекция стала частью Общественной библиотеки. Коллекция Пика, хотя и не очень существенная, представляет значительный интерес, так как включает собрание педагогических книг, сборники журналов, его сочинения, лекции и богатую личную переписку[17].
- Фонд Йоппи: Винченцо Йоппи[итал.], даже будучи библиотекарем, предоставил свою частную коллекцию исследователям фриульских вещей[17], а когда он оставил свой пост, то решил пожертвовать всю коллекцию книг и документов, которую он и брат Антонио собрали за десятилетия исследований. Коллекцию Йоппи можно разделить на три части: первая состоит из более чем 700 томов и папок, содержащих письма, пергаменты, мемуары, оригиналы или копии, 7 томов ин-фолио Autographambranacea aquilejensia, содержащего около 1200 документов с 1096 года по XIX век, и 18 томов Notariorum с реестрами нотариальных актов XIII века. Вторая часть состоит из собственно книжного собрания, в котором собрано большое количество печатных работ (от инкунабул до изданий XIX века) региональной тематики. Третья и последняя часть состоит из 300 разных папок, которые включают печатные брошюры, которые представляют большой интерес для изучения фриульских вещей. Коллекция Йоппи, включённая в период с 1900 по 1906 год, «составляет одну из поддерживающих структур собрания»[32], и её последовательность такова, что в то время был необходим полный пересмотр инвентарного списка коллекции рукописей библиотеки, вследствие этого он по-прежнему является разделённым на «фонд Йоппи» и «основной библиотечный фонд».
- Фонд Вольфа: профессор Александр Вольф был очень активным членом культурного мира Удине: друг Винченцо Йоппи, он был, среди прочего, членом Комиссии по Общественной библиотеке и Академии наук, литературы и искусств Удине. После его смерти в 1904 году муниципалитет Удине выкупил его коллекцию книг и рукописей у наследников на сумму 1230,63 лир. После продажи книг, уже присутствующих в Библиотеке Удине, и бумаг, касающихся коммуны Тортона, коллекция Вольфа была каталогизирована и помещена в кабинет библиотеки, носящий его имя. В эту коллекцию входят несколько печатных книг (от археологии до латинской лексикографии), некоторые личные документы, обширная корреспонденция и огромное количество документов по фриульской топонимии, археологии, нумизматике и истории[39].

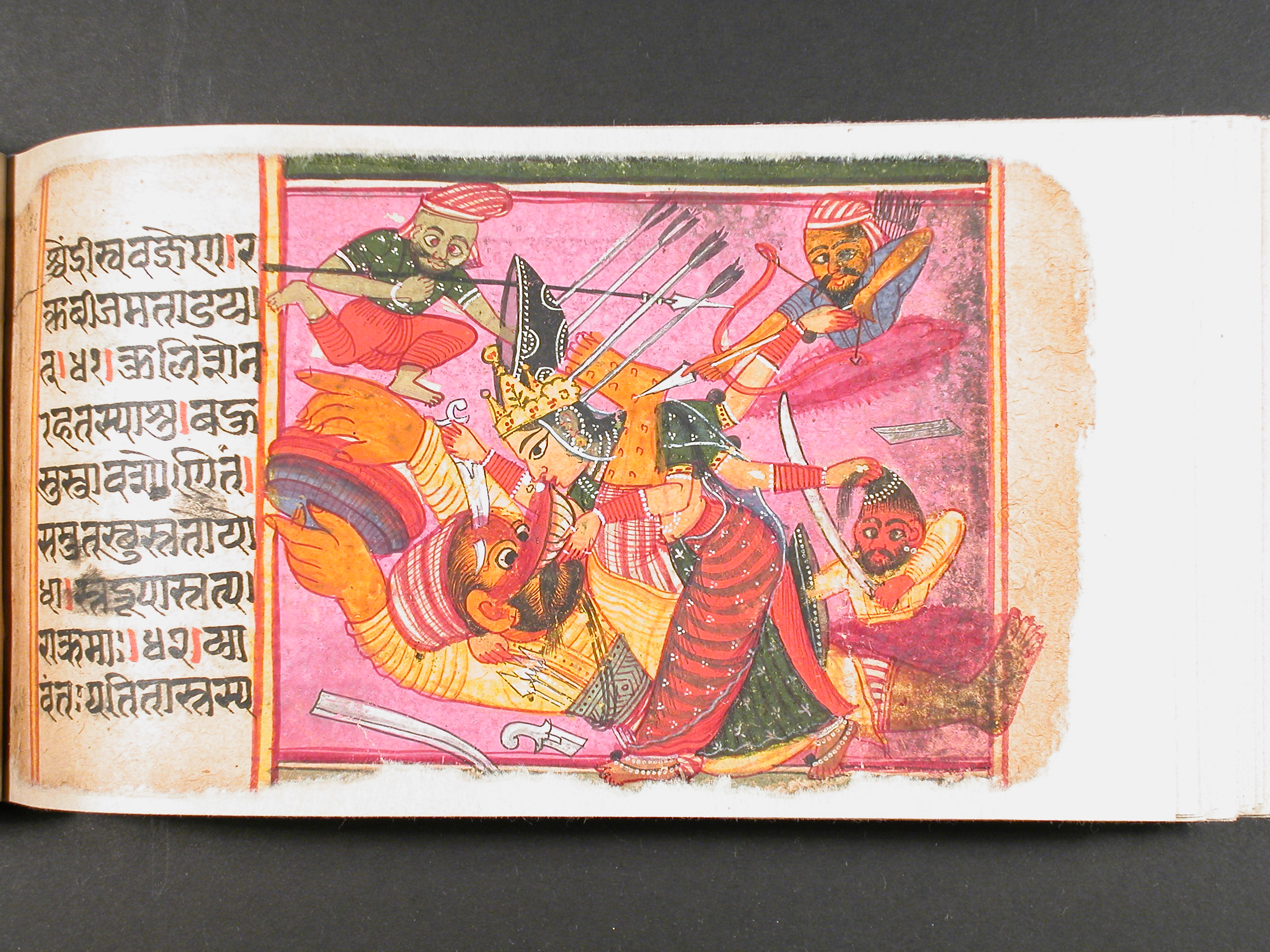
Страница из Devi-Mahatmya (F. principale ms. 4510), индийского манускрипта XVII века.

- Фонд Тесситори: после смерти индолога Луиджи Пио Тесситори[англ.] в 1923 году семья подарила Городскому музею Удине[итал.] коллекцию личных вещей и часть коллекции оружия индийского происхождения, принадлежавшую учёному[40], а также почти 4000 тома Общественной библиотеке (включая рукописи и печатные книги), в том числе драгоценный Деви-Махатмья (MS. Joppi 4510), иллюминированный манускрипт индийского происхождения, датируемый XVII веком[41].
- Фонд Манин: библиотека, принадлежащая роду Манинов, была одной из основных коллекций венецианских патрициев[42] и хранилась в Палаццо Дольфин-Манин в Венеции. В 1867 году она была перенесена в Вилла ди Пассариано и оставалась там до конца 1917 года, когда архитектурный комплекс был занят Генеральным штабом Вильгельма II, а библиотека была перенесена в церковь Сант-Антонио Абате в Удине[итал.]. После войны библиотека (без сотни рукописей, вероятно, утерянных во время грабежей, осуществлённых солдатами сразу после захвата виллы Манин) в 1919 году вернулась во владение графа Леонардо Манина, потомка последнего дожа Венеции Людовико Манина. Ровно тридцать лет спустя, в 1949 году, граф Леонардо по случаю своего 99-летия решил передать свою коллекцию монет Городским музеям и семейному архиву Винченцо Йоппи (около 800 больших папок) и библиотеке. На момент дарения последняя включала 3297 печатных работ и 1475 томов рукописей и, в свою очередь, состояла из ряда коллекций:
  - Фонд Сваер (729 томов): после смерти купца и библиофила Амедео Сваера[итал.] в 1794 году его коллекция была разделена Якопо Морелли[англ.], в то время библиотекарем Марчианы. Первая часть была куплена Серениссимой и, в свою очередь, была разделена между Государственным архивом[итал.] и библиотекой Сан-Марко, однако оставшиеся 835 томов были куплены дожем Людовико Манином. Хотя в 1917 году было утеряно сто томов, коллекция Сваеров составляет основное ядро семейной библиотеки Манинов, а оригинальные документы, в том числе такие как герцогские комиссии, отчёты послов и письма из магистратов, представляют собой основные источники для реконструкции внутренней и внешней политики Венецианской республики, особенно в XVIII веке[43].
  - Фонд Приули (257 томов): семейная библиотека Приули[англ.] была «одним из самых богатых собраний книг и рукописей венецианских патрицианских авторов»[44], а оригиналы и документы с автографами, которые она включает, делают её особенно важной. Он был воссоединён кардиналом Антонио Марино Приули в 1700-х годах и является частью коллекции Манина с 1810 года.
  - Фонд Росси (161 том): до того, как семейная библиотека Манина была возвращена графу Леонардо в 1919 году, тогдашний директор библиотеки Марчианы Джулио Коджиола составил отчёт об активах в церкви Сант-Антонио Абате. По этому поводу впервые происхождение этой коллекции было приписано Джованни Росси (1776-1852), учёному члену Атенео Венето[англ.] и другу самого Леонардо Манина. Однако поскольку все книги, принадлежащие Росси, восходят либо к библиотеке музея Коррер, либо к Марчиане, происхождение этой коллекции всё ещё остаётся неясным[45]; она богата письмами, мемуарами и хрониками, касающимися истории Венеции.
  - Фонд Валарессо (97 томов): Комелли[46] полагал, что эта коллекция состоит из рукописей, принадлежащих Заккарии Валарессо[итал.] (1686-1769), венецианскому патрицию, который также был библиотекарем в Марчиане, автором трагедии (Rutzvanscad il Giovane) и либреттистом[47]. На самом деле все рукописи в этом сборнике написаны после смерти Валарессо[48], даже если автор ещё не известен.
  - Фонд Базадонны (33 тома): несмотря на то, что это наименее значимая в количественном отношении коллекция, коллекция Базадонна имеет основополагающее значение для прослеживания истории Пьетро Базадонны (1617-1684), Венецианского посла при испанском дворе и Святом Престоле, прокураторе Сан-Марко[англ.] и кардинале с 1673 года. Благородная семья Базадонна[итал.] была связана с семьёй Манинов благодаря браку между Лодовико Альвизе Манин и Марией ди Пьетро Базадонна, родителями последнего дожа Венеции.
  - Фонд Манин (89 томов): этот корпус содержит переписку, письма и подлинные документы, касающиеся семьи Манинов, которые полезны, в частности, для реконструкции не только последних времён Венецианской республики, но и биографии Леонардо Манина[итал.], историка и камергера при венском дворе.
- Фонд Пьемонте: в 1959 году юрист Леонардо Пьемонте передал в дар городской библиотеке свою коллекцию из около 15000 томов, посвящённых главным образом гуманистическим предметам, которые были полезны, среди прочего, для изучения типографского искусства XVII и XVIII веков[32].
- Фонд Перкото: после смерти фриульского писателя его архив был перемещён по наследственным причинам сначала в Ровиго, затем в Рим и, наконец, в Венецию, где он хранился в библиотеке IUAV[итал.] от имени профессора Карло Минелли (1898-1954). Именно тогдашний библиотекарь Джованни Комелли разыскал архив, и 12 декабря 1954 года, когда Минелли умер и достиг соглашения со своими наследниками, Совет Удине одобрил покупку архива на сумму 1 300 000 лир[49] (которому также способствовала провинциальная администрация Удине). Фонд Перкото, имеющий основополагающее значение для реконструкции истории этого писателя, можно разделить на две части: в первой более 1500 писем и рассказов, написанных фриульским автором, во второй — некоторые другие рукописи и 861 письмо, адресованное Перкото от таких личностей, как Просперо Антонини[итал.], Феличе Ле Монье[англ.], Никколо Томмазео, Пасифико Валусси[итал.], а также Джованни Верга[50].

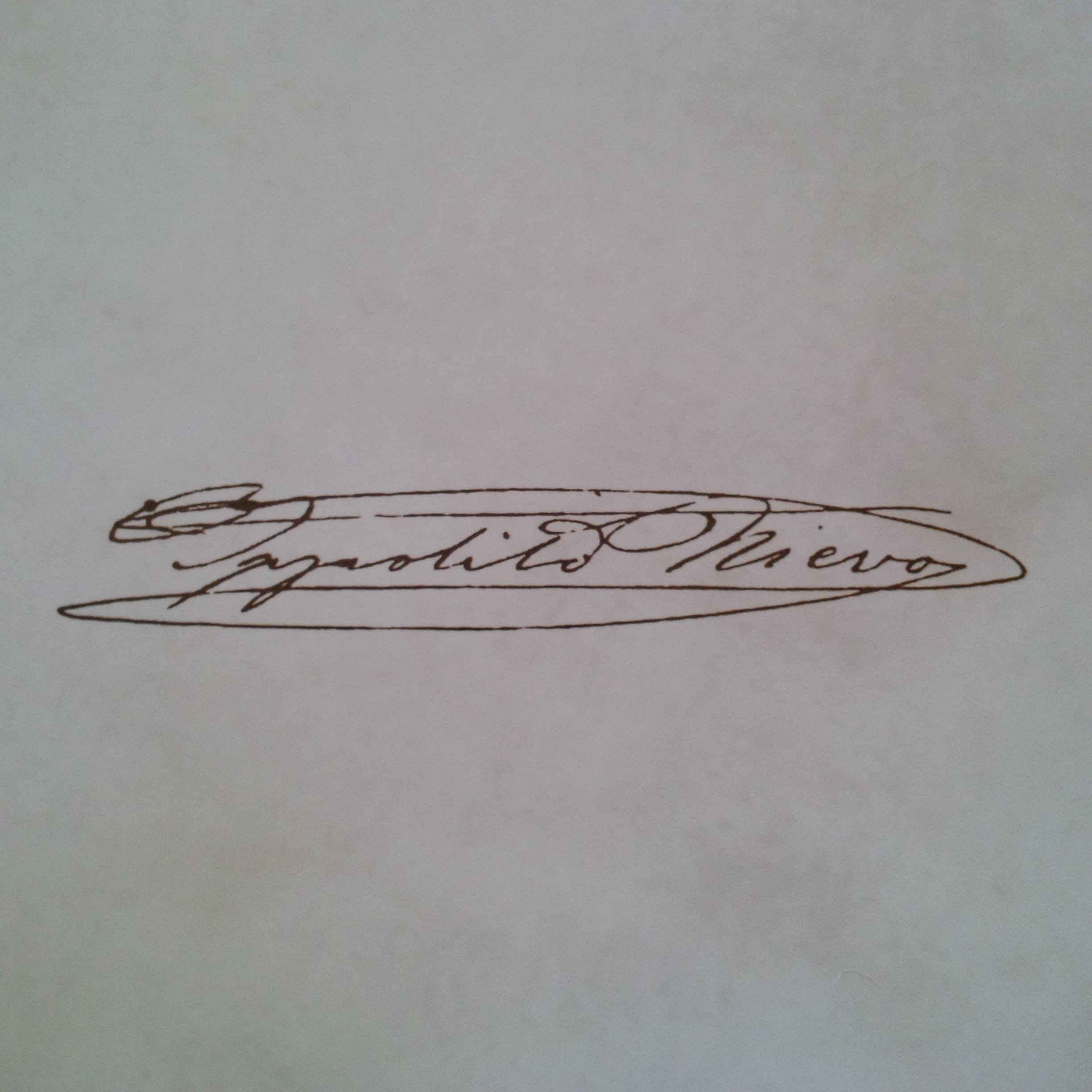
Подпись Ипполито Ньево

- Фонд Торсо: в течение своей жизни в качестве исследователя геральдики и истории Фриули граф Энрико дель Торсо (1876-1955) уже подарил несколько книг Библиотеке Удине, а также собрал отдельные рукописи и семейные архивы. По его договорённости, после его смерти его библиотека была подарена Библиотеке Винченцо Йоппи. Коллекция Торса, прибывшая в 1956 году, состоит из более чем 11000 томов, включая специализированные журналы (которые библиотека продолжает закупать по собственному желанию), геральдические книги, историю семей Фриули, дипломатику и сфрагистику и 27 альбомов с фотографиями (многие из которых были сняты самим дель Торсо), на которых изображены семьи, города Фриули и большое количество гербов[51].
- Фонд Ньево: Ипполито Ньево провёл часть своей юности в районе Удине (его мать унаследовала часть замка Коллередо, а его отец работал в течение определённых периодов времени при дворе Удине), где он также сотрудничал с двумя местными журналами «L'Alchimista friulano» и «Annotatore friulano». После его безвременной кончины в 1861 году его архив был частично утерян, и по этой причине он попал в библиотеку Удине в течение нескольких десятилетий и на разных этапах. В 1936 году Антонио Ньево, племянник Алессандро, брата Ипполито, передал библиотеке первую группу рукописей, всё ещё находящихся во владении семьи[52]. Другие пожертвования Библиотеке были сделаны доктором и поклонником фриульских исследований Луиджи Чичери в период с 1953 по 1961 год. В 1963 году Библиотека купила несколько писем Ипполито Ньево в антикварном книжном магазине L. Banzi в Болонье. Последняя часть коллекции Ньево прибыла в 2004 году с доставкой коллекции Андреины Николозо, вдовы Чичери. Эта серия пожертвований и приобретений означает, что на сегодняшний день большинство писем, написанных и полученных Ипполито Ньево, хранятся в Общественной библиотеке Удине[53].